# Paul-André Linteau
Pour les articles homonymes, voir Linteau.
Paul-André Linteau, né le 10 janvier 1946 à Montréal, est un historien et un universitaire québécois. 

## Biographie
Spécialiste de l'histoire du Québec et l'histoire de Montréal postérieure à la Confédération (1867 à nos jours), il enseigne l'histoire à l'UQAM. Il pratique l'histoire économique et sociale et l'histoire urbaine.  À la suite de sa thèse de doctorat sur la ville de Maisonneuve (Maisonneuve: Comment des promoteurs fabriquent une ville, 1883-1918), Paul-André Linteau a concentré ses recherches sur l'étude de la ville, en particulier de Montréal, et il est depuis 1975 l'un des directeurs du Groupe de recherche sur l'histoire de Montréal.  Linteau cherche notamment à comprendre et expliquer le phénomène de l'urbanisation ainsi que les conditions qui permettent le développement de la ville, l'organisation de l'espace urbain, les caractéristiques sociales et culturelles des populations qui l'habitent et les rapports de pouvoir.  
Il s'intéresse depuis une vingtaine d'années à l'immigration et à la diversité ethnique au Québec.  Il travaille actuellement à la rédaction d'un portrait d'ensemble de ce double phénomène à travers l'histoire du Québec, un portrait qui mettra en « lumière les principales phases et leurs caractéristiques, non seulement sur le plan démographique, mais aussi sur les plans socio-économique et politique ».  
Il est considéré comme l'un des fondateurs de l'histoire contemporaine du Québec,.
Il est également l'un des conseillers littéraires aux Éditions du Boréal, et plus spécifiquement, directeur des collections d'histoire depuis 1971.  
Au milieu des années 1990, l'historien Ronald Rudin a qualifié de révisionniste l'école historique dirigée par Linteau, Jean-Claude Robert, René Durocher, Pierre Harvey et Gérard Bouchard. Ces historiens auraient eu tendance à minimiser l'influence du libéralisme nord-américain et de la religion catholique dans le Québec d'avant 1960.  Linteau a répondu vigoureusement à la critique.  Ce débat est certainement l'un des plus importants à avoir secoué l'historiographie québécoise ces dernières années.
En 2023, il reçoit le prestigieux prix Gérard-Parizeau pour l’ensemble de sa carrière.

## Ouvrages publiés
- 1971 : Le Retard du Québec et l'infériorité économique des Canadiens français
- 1981 : Maisonneuve: Comment des promoteurs fabriquent une ville, 1883-1918
- 1989 : Histoire du Québec contemporain - Volume 1; De la Confédération à la crise (1867-1929)
- 1989 : Histoire du Québec contemporain - Volume 2; Le Québec depuis 1930
- 1992 : Histoire de Montréal depuis la Confédération (réédité en 2000)
- 1992 : Clés pour l'histoire de Montréal
- 1992 : Brève histoire de Montréal (réédité en 2007 avec l'ajout de nouveaux chapitres)
- 1994 : Histoire du Canada, (réédité en 2014)
- 1998 : Barcelona-Montréal. Desarollo urbano comparado/Développement urbain comparé, essai (en collaboration avec Horacio Capel)
- 2009 : Investir/construire/habiter le monde, essai (en collaboration avec Sarah Marchand)
- 2010:  La rue Sainte-Catherine. Au cœur de la vie montréalaise.

## Honneurs
- 1968 : Médaille d'or du MEQ
- 1980 : Le Montréal pré-industriel (1760-c.1850)
- 1984 : L’Évolution de l’urbanisation au Canada: une analyse des perspectives et des interprétations
- 1985 : Nouvelle histoire du Québec et du Canada
- 1988 : Barcelona-Montréal. Développement urbain comparé
- 1989 : Guide de recherche sur la coopération: les principaux centres de documentation et d’archives au Québec
- 1990 : Prix d’Excellence en études canadiennes
- 1990 : Prix Northern Telecom en études canadiennes
- 1991 : Membre de la Société royale du Canada
- 1993 : Prix André-Laurendeau[8]
- 1993 : Certificat de mérite en histoire régionale
- 2012 : Prix Léon-Gérin[9]
- 2018 : Membre de l'Ordre du Canada
- 2023 : Prix Gérard-Parizeau